# Football Manager 2008
O Football Manager 2008, ou simplesmente FM 08, é um jogo eletrônico da série de jogos manager Football Manager, que está em desenvolvimento desde 2004, ano em que se deu famoso divórcio entre as empresas responsáveis pelo Championship Manager, a Eidos e a Sega. A Eidos ficaria com os títulos da série de manager da altura mas acabaria por ser superada pela equipa da Sega aliada aos jovens investidores da Sports Interactive.

## Jogabilidade
O Football Manager 2008 permite gerir um clube como se fosse o seu treinador, mas também algumas acções típicas dos presidentes como por exemplo, contratar e vender jogadores a partir de um vasto e interactivo mercado de transferências. O objectivo é passar os dias através de um botão rápido até aos dias dos jogos, recebendo sempre que necessário notícias e outros na mailbox. O jogo permitir-lhe-á controlar as tácticas da equipa, gerir o plantel, interagir com outros treinadores através da imprensa ou de recadinhos pessoais e ainda outras pequenas acções que contribuem como um todo para o sucesso obtido pelo jogo.

### Motor de jogo
O clássico motor de jogo de Football Manager também se aplica nesta edição; trata-se de uma simples visualização a partir de diversos ângulos adaptáveis de um campo de futebol e dos jogadores em formato mínimo. Estes últimos, por exemplo, são simples bolinhas coloridas. Contudo, a fluidez de jogo, a rapidez dos movimentos dos jogadores, o reconhecimento imediato com um verdadeiro jogo de futebol e as diversas opções laterais e pormenores enriquicedores como a visualização do banco ou os movimentos dos árbitros tornam bastante interactivo.

### Ligas disponíveis
O universo de Football Manager 2008 é bastante vasto e permite jogar em todos os cinco continentes, em várias ligas. Encontrará aqui desde a Premiership de Inglaterra e da La Liga de Espanha até ligas da Ásia, como a S-League de Singapura ou a liga da Austrália. Existem ainda alguns campeonatos completamente licenciados, como acontece na Espanha e na Holanda, onde poderá até encontrar fotografias da maior parte dos elementos de todos os clubes.
Encontrará também todas as ligas profissionais e semi-profissionais de Portugal e do Brasil, e várias selecções que poderá treinar no decurso ou no começo do jogo.

### Uso de memória RAM
Para usuários com memória RAM de até 512 MB, o jogo correrá com pequena lentidão. A partir de 1 GB de memória, a jogabilidade fica mais fluente, com menos paradas e o jogo se torna mais ágil.

## Recepção
O Football Manager 2008 vendeu cerca de 600 mil exemplares em todo o mundo mas calcula-se que existam cerca de 5 milhões de jogadores. Assim, 4 milhões e 400 mil jogadores obtiveram o jogo de forma legal.